# اتحادیه بین‌المللی جهانگردی

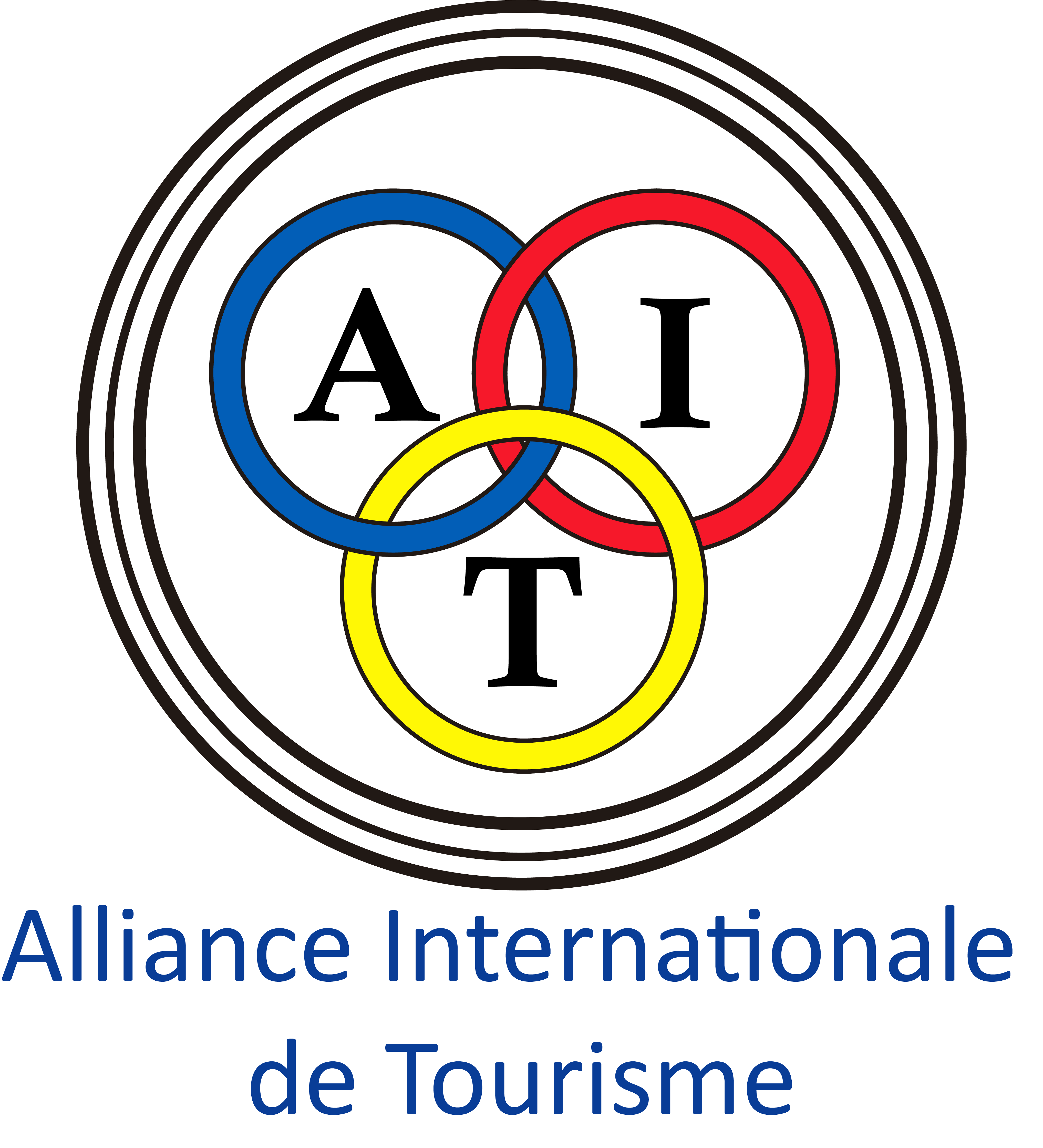
نشان‌وارهٔ رسمی اتحادیه بین‌المللی جهانگردی - ۲۰۱۲

اتحادیه بین‌المللی جهانگردی(Alliance Internationale de Tourisme-AIT)، فدراسیونی بین‌المللی از سازمان‌های جهانگردی و حمل و نقل است که «نماینده منافع ملی انجمن‌های جهانگردی و خودروایی» می‌باشند.
AIT در جهت بهبود شرایط در زمینه جهانگردی با کشورهای مختلف در طول دورانهای گذشته، فعالیت عمده‌ای را برای تسهیل سفر مسافران داشته است. باید گفت که مهمترین راه حل مشکلات عمده‌ای که در جهانگردی وجود دارد یا به‌وجود می‌آید تنها در سایه همکاری و همیاری کشورهای عضو با یکدیگر میسر می‌باشد.

## تاریخچه[۱]
با توسعه و ازدیاد کانون‌های جهانگردی و اتومبیلرانی، در سال ۱۸۹۶ ایده پیدایش اتحادیه بین‌المللی و پیروی از خط مشی کلی و عمومی اکثر انجمن‌ها به اصول و قوانین پیشنهاد شده از سوی بعضی کشورها، شکل گرفت. پیدایش و تأسیس چنین اتحادیه‌ای و شکل گیری قوانین و مقررات بین‌الملل نیاز به برگزاری کنگره‌های متعددی داشت. اولین ابتکار در برگزاری کنگره‌ای در این زمینه از سوی کلوپ هلند (ANWB) در فوریه سال ۱۸۹۷ صورت گرفت و بدنبال آن در ۲۷ ژوئیه همان سال ۱۲ کانون دومین کنگره خود را در بروکسل تشکیل دادند که هدف اصلی آنها تأسیس «اتحادیه یا فدراسیون بین‌المللی صنعت جهانگردی» بود.
در ماه اوت سال ۱۸۹۸ کنگره دیگری در لوکزامبورک، تحت ریاست کانون جهانگردی سوئد (STF) بر پا گردید. در پایان این کنگره "اتحادیه بین‌المللی جهانگردی(I.T.A.T)" با شرکت ۱۷ سازمان و کانون که هشت سازمان از میان کانون‌های دوچرخه سواری بودند رسماً تشکیل گردید.
با شروع جنگ جهانی اول و استعفای چند کانون از عضویت در اتحادیه I.T.A.T این اتحادیه منحل گردید. اما در سال ۱۹۱۹ مجدداً در پاریس تحت نام جدید AIT) Alliance Internationale de Tourisme) شکل گرفت. جهانگردی مجدداً شروع به رشد کرد، کنفرانس‌های جهانگردی بسیار زیادی برگزار گردید و پتانسیل اقتصاد منطقه‌ای و تفاهم و دوستی بین‌الملل را گسترش داد. علی‌رغم گفته هراکلیوس که «جنگ پدر تمام چیزهاست» پایان جنگ سبب بالا رفتن روح همیاری بین‌الملل و تمایل به صلح در بین مردم و توسعه صنعت جهانگردی گردید. جنگ علی‌رغم ویرانی و مرگ موجب پیدایش اهمیت پیشرفت صنعت ساخت و ساز در کشورهای توسعه یافته و پیشرفت فناوری گردید و بخشی از این فناوری در خدمت مستقیم صنعت اتومبیل سازی بکار گرفته شد.
A.I.T همکاری تنگاتنگی با سازمانها و آژانسهای بین‌المللی برقرار نمود و با سازمانهای جدید التأسیس مانند اتحادیه حمل و نقل بین‌المللی جاده‌ای (IRU) و فدراسیون بین‌المللی جادهای (IRF) موجب برقراری روابط نزدیک باعث تسهیل در مسافرتهای زمینی و هوایی شد.

## عضویت
عضویت در این اتحادیه محدود به سازمان‌هایی است که در زمینه جهانگردی و حمل و نقل موتوری و/یا هوایی فعالیت می‌کنند. صرفاً اعضاء حقوقی می‌توانند عضو این اتحادیه باشند. به گزارش تارنمای اتحادیه بین‌المللی جهانگردی (AIT)، این اتحادیه در سالen:2013 میلادی ۱۱۷ عضو در ۹۶ کشور دنیا دارد.

### عضویت ایران
کانون جهانگردی و اتومبیلرانی جمهوری اسلامی ایران از بدو تأسیس به عضویت در این اتحادیه درآمد.